# Bannino Polentani
Bannino Polentani fou fill de Guiu I Polentani, d'un segon matrimoni.
Era molt jove quan el pare va morir i no va participar en el poder, però a la mort de Bernardí Polentani li fou adjudicada la senyoria de Cervia. Ostasi, fill de Bernardí, que va rebre un feu menor (un castell), va donar un cop d'estat el 1322 i va assolir el poder a Ravenna. El 1325 va provocar una revolta a Cervia que va expulsar a Bonnino, que ingènuament es va refugiar amb el seu fill a Ravenna on Ostasi I Polentani els va fer matar (1326).
Va tenir un fill, Guiu, mort amb el pare el 1326, i una filla Ligarda, casada amb Rainer Calboli.